# Anthicodes
Anthicodes is een geslacht van kevers van de familie snoerhalskevers (Anthicidae).

## Soorten
- A. fragilis Wollaston, 1877
- A. maculatus Wollaston, 1877